# AlZn
AlZn är en aluminiumzinklegering med sammansättningen 55 % aluminium, 43,5 % zink och 1,5 % tenn. AlZn används för att genom varmmetallisering (jämför varmförzinkning) belägga tunnplåt, som sedan används för att tillverka lättbalk, C- och Z-profiler, olika sorters takplåt, stuprör och mycket annat.
AZ 150, det vill säga stålplåt belagd med 150 g/m² AlZn, kan användas i korrosivitetsklass C3. AZ 185 i korrosivitetsklass C4. Detta skall jämföras med till exempel Z 275, det vill säga vanlig varmförzinkad tunnplåt som används till samma produkter, som inte ger något rostskydd användbart annat än i korrosivitetsklass C1, där ju inget rostskydd behövs.
Material belagt med AlZn marknadsförs under namnet Aluzink av SSAB Tunnplåt, under namnet Galvalume är det mer känt i resten av världen, andra namn det säljs under är Zincalume, Zintro alum och Galval.